# CNH Industrial
CNH Industrial N.V. (naamloze vennootschap) è un gruppo industriale italo-statunitense, di tipo globale, operante nel settore dei capital goods. Attraverso i suoi marchi progetta, produce e commercializza macchine per l'agricoltura e le costruzioni, veicoli industriali e commerciali, autobus e mezzi speciali, oltre ai relativi motori e trasmissioni, e a propulsori per applicazioni marine.
È una società di tipo multinazionale, di diritto olandese, con sede legale ad Amsterdam e domicilio fiscale a Londra (Inghilterra).
È quotata sia al NYSE che nell'indice FTSE MIB della Borsa Italiana.

## Storia
CNH Industrial è stata costituita nel novembre 2012 ed è successivamente divenuta operativa nel settembre 2013, in seguito alla fusione per incorporazione delle preesistenti società CNH Global e Fiat Industrial: CNH Global, marchio attivo a livello mondiale nel settore delle macchine agricole e movimento terra, era stata a sua volta costituita il 12 novembre 1999 da un'altra fusione, ovvero tra New Holland e Case Corporation; Fiat Industrial, anch'essa attiva nei capital good, aveva invece iniziato a operare il 1º gennaio 2011, dopo lo scorporo delle attività di Iveco, CNH e FPT Industrial da Fiat S.p.A.
Il 29 settembre 2013, a seguito del completamento delle operazioni, Fiat Industrial si fonde con CNH Global dando vita a CNH Industrial N.V.
All'inizio del 2018 Richard J. Tobin, amministratore delegato di CNH Industrial dal gennaio 2012, si dimette. Al suo posto ad interim è nominato Derek Neilson, poi in agosto la nomina del nuovo AD, il tedesco Hubertus M. Mühlhäuser.
Nel settembre 2019 viene annunciato lo scorporo di Iveco (camion e autobus) e FPT Industrial (motori) dal gruppo CNH Industrial a partire dal 2021. Questa tempistica è stata rivista ed estesa con la presentazione dei risultati del primo trimestre 2020.
Nel marzo 2020 il consiglio di amministrazione accetta le dimissioni di Mühlhäuser; al suo posto viene nominata Suzanne Heywood in qualità di amministratore delegato pro tempore.
Il 17 novembre 2020 la società annuncia la nomina a CEO di Scott W. Wine dal successivo 4 gennaio 2021.
Il 3 gennaio 2022 avviene la scissione parziale delle attività relative ai veicoli industriali ed autobus da CNH Industrial ad Iveco Group, con una nuova azione Iveco ogni 5 CNH.

## Struttura
La presidente di CNH Industrial è Suzanne Heywood, che ha ricoperto la carica di amministratore delegato pro tempore fino all'ingresso in quel ruolo di Scott Wine. Il gruppo è formato dalla società holding CNH Industrial N.V. (quotata presso Piazza Affari e Wall Street a partire dal 29 settembre 2013), le cui attività industriali e produttive sono organizzate in cinque settori operativi. L'azionista di maggioranza è la holding finanziaria di diritto olandese Exor N.V.

### Macchine per l'agricoltura
In tutto il mondo, CNH Industrial è presente nel settore della meccanizzazione agricola con trattori e macchine a marchi Case IH e New Holland Agriculture; nella sola Europa, è inoltre attiva anche col marchio Steyr.
Marchi
- Case IH: specializzata nella produzione di macchine agricole. La gamma comprende trattori, mietitrebbie e attrezzi per la lavorazione del terreno.
- New Holland Agriculture: macchine agricole per l’allevamento, la produzione di fieno e foraggio, le piccole colture da seme, i frutteti e i vigneti.
- Steyr: specializzata nella produzione di trattori per applicazioni nei settori agricoli, municipali, forestali e industriali.

### Macchine movimento terra
Nello sviluppo delle macchine per movimento terra e costruzioni, CNH Industrial è attiva coi marchi Case Construction Equipment e New Holland Construction.
Marchi
- Case Construction Equipment: macchine movimento terra. La gamma comprende escavatori cingolati e gommati, pale gommate, motolivellatrici, dozer e carrelli elevatori fuoristrada.
- New Holland Construction: macchine movimento terra. La gamma include pale gommate, terne, mini escavatori cingolati.

### Financial Services
Questo settore offre servizi finanziari a supporto dei clienti finali e dei concessionari di tutti i marchi del gruppo CNH Industrial. I servizi spaziano dall'acquisto, al noleggio o al leasing dei prodotti, ai ricambi post-vendita, nonché al supporto sia in concessionaria che durante l'utilizzo lavorativo.